# Soldier of Fortune: Payback
Soldier of Fortune: Payback är det tredje spelet i spelserien Soldier of Fortune.
Spelet togs fram av Cauldron HQ och baserades på Cauldrons specialmotor, som användes i deras förra First Person Shooter-spel, Chaser. Det här spelet är det första i serien som släpptes till Xbox 360 och Playstation 3. Spelet släpptes 14 november 2007.